# Geraldo (1954–1976)
Geraldo, również Geraldo Assoviador, właśc. Geraldo Cleofas Dias Alves (ur. 16 kwietnia 1954 w Barão do Cocais, zm. 26 sierpnia 1976 w Rio de Janeiro) – brazylijski piłkarz, występujący podczas kariery na pozycji pomocnika.

## Kariera klubowa
Geraldo całą karierę piłkarską spędził we CR Flamengo. We Flamengo zadebiutował 25 czerwca 1973 w wygranym 1-0 meczu z Goiás EC. W lidze brazylijskiej Geraldo zadebiutował 5 września 1973 w wygranym 1-0 meczu z Olarią Rio de Janeiro. W następnym roku zdobył z Flamengo mistrzostwo stanu Rio de Janeiro – Campeonato Carioca. Ostatni raz w lidze Geraldo zagrał 30 listopada 1975 w zremisowanym 1-1 meczu z SC Internacional. Ogółem w lidze brazylijskiej wystąpił 58 razy i strzelił bramkę. Ostatni raz w barwach Flamengo wystąpił 25 sierpnia 1976 w meczu z Cearą Fortaleza. Ogółem we Flamengo wystąpił 168 razy i strzelił 13 bramek.

## Kariera reprezentacyjna
Geraldo ma za sobą powołania do reprezentacji Brazylii, w której zadebiutował 30 września 1975 w przegranym 1-3 meczu z reprezentacją Peru w Copa América 1975. Na turnieju wystąpił w dwóch meczach Brazylii z Peru. Ostatni raz w reprezentacji wystąpił 9 czerwca 1976 w wygranym 3-1 z reprezentacją Paragwaju w Copa del Atlantico 1976.

## Śmierć
Wspaniale zapowiadającą karierę przerwała przedwczesna śmierć. Dzień po meczu z Cearą Gerlado trafił do szpitala w celu usunięcia migdałków. Niestety podczas zabiegu Geraldo doznał wtsrząsu anafilaktycznego, w wyniku którego zmarł w wieku zaledwie 22 lat.